# Potente Zahl
Eine potente Zahl ist eine natürliche Zahl {\displaystyle m} mit der Eigenschaft, dass für jeden Primteiler {\displaystyle p} von {\displaystyle m} auch {\displaystyle p^{2}} Teiler von {\displaystyle m} ist. Äquivalent dazu ist eine potente Zahl das Produkt einer Quadratzahl und einer Kubikzahl: {\displaystyle m=a^{2}b^{3}} mit natürlichen Zahlen {\displaystyle a} und {\displaystyle b}. Paul Erdős und George Szekeres untersuchten solche Zahlen, Solomon W. Golomb nannte sie powerful.
Liste aller potenten Zahlen von 1 bis 1000:
1, 4, 8, 9, 16, 25, 27, 32, 36, 49, 64, 72, 81, 100, 108, 121, 125, 128, 144, 169, 196, 200, 216, 225, 243, 256, 288, 289, 324, 343, 361, 392, 400, 432, 441, 484, 500, 512, 529, 576, 625, 648, 675, 676, 729, 784, 800, 841, 864, 900, 961, 968, 972, 1000.
Folge A001694 in On-Line Encyclopedia of Integer Sequences
Die Reihe über den Kehrwerten aller potenten Zahlen lässt sich mit Hilfe der Riemannsche ζ-Funktion geschlossen darstellen. (Golomb, 1970)
{\displaystyle \sum _{n\,{\text{potent}}}{\frac {1}{n}}=\prod _{p}\left(1+{\frac {1}{p\,(p-1)}}\right)={\frac {\zeta (2)\,\zeta (3)}{\zeta (6)}}={\frac {315}{2\pi ^{4}}}\zeta (3)=1{,}9435964368207592050570...}
Dabei ist {\displaystyle \zeta (3)} die Apéry-Konstante, für die es keine exakte Darstellung wie für gerade Argumente der Riemannschen Zeta-Funktion gibt. 
Ihr numerischer Wert beläuft sich auf {\displaystyle \zeta (3)=1{,}20205690315959428539...}.